# المطهر بن طاهر المقدسي
المطهر بن طاهر المقدسي نسبته إلى بيت المقدس المتوفي سنة 355هـ-966م يعد أحد المؤرخين العرب في القرن الرابع الهجري ومؤلف كتاب البدء والتاريخ ستة أجزاء.
قال عنه الزركلي: «المقدسي (٠٠٠ - بعد ٣٥٥ هـ = ٠٠٠ - بعد ٩٦٦ م) مطهر بن طاهر المقدسي: مؤرخ، المقدسي  نسبته إلى ابية طاهر المقدسي و المقدسي  لقب لأسرته . دل تحقيق المستشرق (كليمان هوار) على أنه مصنف كتاب (البدء والتاريخ - ط) ستة أجزاء، مع ترجمتها إلى الفرنسية، وله بقية ما زالت مخطوطة، وكان المعروف أنه من تأليف أبى زيد (أحمد بن سهل) البلخى، كما في كشف الظنون وخريدة العجائب، إلا أن البلخى توفى سنة ٣٢٢ وكتاب (البدء والتاريخ) صنف سنة ٣٥٥ هـ. وقال هوار: كان مطهر في (بست) من بلاد (سجستان). وزاد (بروكلمن) أنه توفى فيها. قلت: ولم أظفر بترجمة له.»

## كتاب البدء والتاريخ
- البدء والتاريخ
- http://dlib.nyu.edu/aco/search/?author=%D9%85%D9%82%D8%AF%D8%B3%D9%8A%D8%8C%20%D9%85%D8%B7%D9%87%D8%B1%20%D8%A8%D9%86%20%D8%B7%D8%A7%D9%87%D8%B1%D8%8C%2C%20active%2010th%20century